# One Night's Anger
One Night's Anger (ursprungligen på albanska: Zemërimi i një natë, svenska: en natts ilska) är en låt framförd av den albanska sångerskan Hersiana Matmuja. Med låten representerade hon Albanien i Eurovision Song Contest 2014. Låtens slutliga version släpptes den 16 mars 2014 tillsammans med en officiell musikvideo. Låtens engelska text är skriven av Leon Menkshi (Albaniens Eurovisionkommentator mellan 2006 och 2011) och Genta Hodo.

## Bakgrund
Låten är skriven av Jorgo Papingji med musik av Genti Lako. Den 28 december vann balladen, framförd av Hersiana Matmuja, Festivali i Këngës 52 efter att ha tilldelats 69 poäng av juryn. Segermarginalen (24 poäng) var den största sedan man öppnade upp röstningen 2006. Den tidigare högsta marginalen var 22 poäng då Rona Nishliu vann med "Suus" i Festivali i Këngës 50 2011.
Låten var Matmujas femte bidrag till Festivali i Këngës. Hennes tidigare bästa resultat kom när hon slutade trea i Festivali i Këngës 51 2012 med låten "Kush ta dha këtë emër" (svenska: vem gav dig detta namn?) som även den gjorts av Papingji och Lako.
Zemërimi i një natë (One Night's Anger), som betyder "en natts ilska", handlar om ilska och nedbrytning av mänskliga relationer. Enligt Matmuja är låtens kärna textraden "Çdo mëngjes është më i zgjuar se çdo mbrëmje" (morgonen är klokare än aftonen).

### Versioner
| Nr | Titel               | Språk    | Version  | Artist | Låtskrivare              | Kompositör | Först uppvisad        | Land där versionen marknadsfördes | Längd | Släppt           |
| -- | ------------------- | -------- | -------- | ------ | ------------------------ | ---------- | --------------------- | --------------------------------- | ----- | ---------------- |
| 1  | Zemërimi i një natë | albanska | Original | Hersi  | Jorgo Papingji           | Genti Lako | Festivali i Këngës 52 | Albanien                          | 3:40  | 26 december 2013 |
| 2  | One Night's Anger   | engelska | Slutlig  | Hersi  | Leon Menkshi, Genta Hodo | Genti Lako | Youtube               | Europa                            | 3:00  | 16 mars 2014     |

Låtens ursprungliga version, som framfördes på albanska vid Festivali i Këngës 52, var 3 minuter och 40 sekunder lång, vilket var 40 sekunder för långt för att få tävla i Eurovision, därför förkortades och bearbetades den.

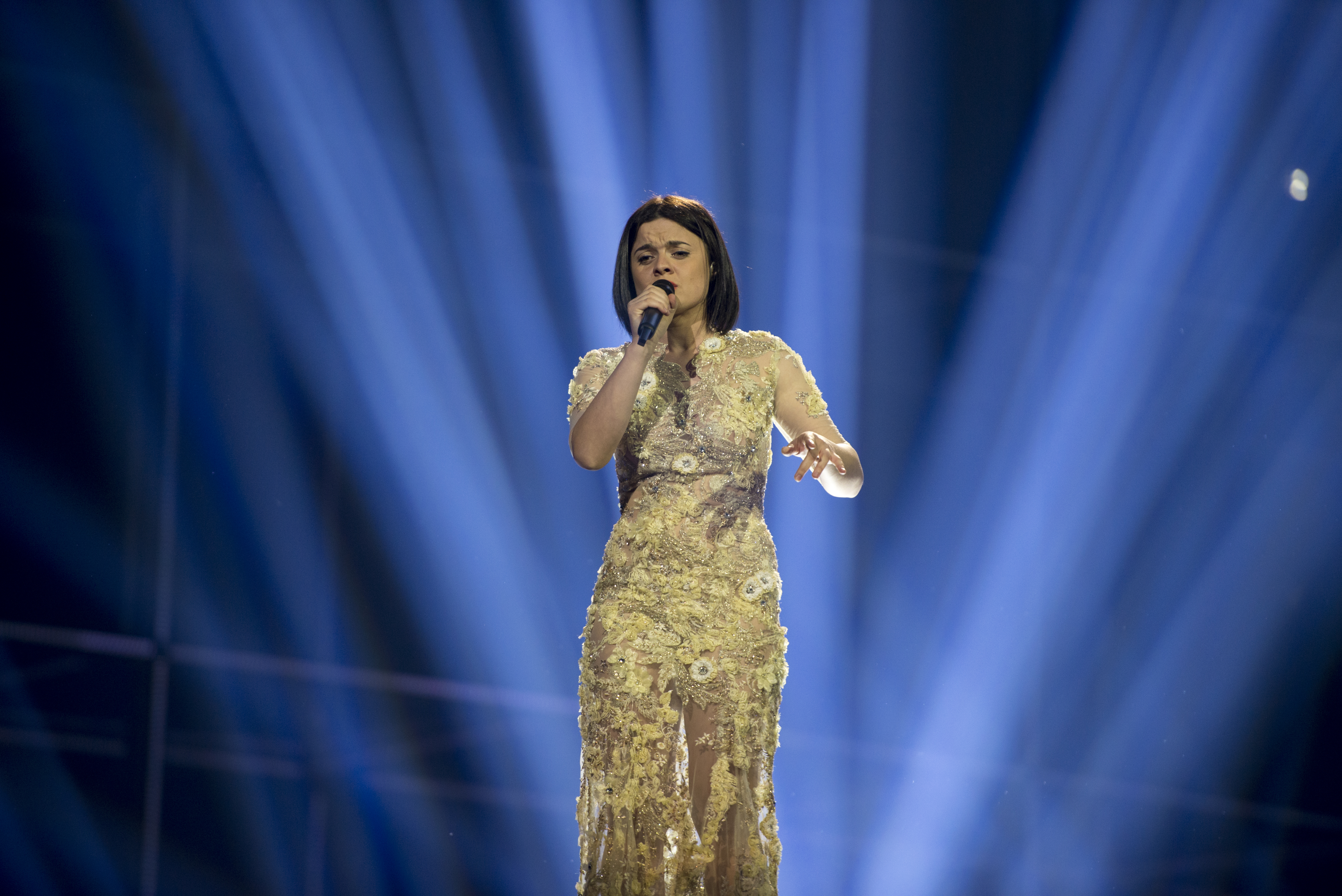
Matmuja framför "One Night's Anger" under en repetition vid Eurovision Song Contest 2014.

En slutgiltig version av låten på både albanska och engelska spelades in i Grekland i mitten på februari 2014. Den engelska versionen spelades in med titeln "One Night's Anger". Den slutliga versionen samt musikvideon till låten släpptes den 16 mars 2014.

### Musikvideo
Låtens officiella musikvideo släpptes samtidigt som den slutliga versionen av låten släpptes. Videon regisserades av Petrit Bozo, som även regisserade Festivali i Këngës då Matmuja vann tävlingen. Videon utspelar sig i Albanien och visar flera albanska landskap, såsom albanska kusten. Utöver i albanska landskap utspelar sig även delar av videon i landets huvudstad Tirana.

### Vid Eurovision
Vid Eurovision framförde Matmuja "One Night's Anger" i tävlingens första semifinal den 6 maj 2014. Hon ackompanjerades av bakgrundssångerskorna Erga Halilaj och Emi Bogdo. Matmuja framförde sin låt som nummer 6, efter Island och före Ryssland. När telefonrösterna räknats kombinerat med juryrösterna stod det klart att Albanien missade finalen av tävlingen. Detta blev andra året i rad som Albanien missade finalen av Eurovision Song Contest och andra året i rad man slutade på 15:e plats i sin semifinal, detta år med 22 poäng. Resultatet blev tillsammans med 2013 års resultat landets hittills sämsta i tävlingen.